# Aerokopter AK1-3
La société Aerokopter a été fondée en 1999 par I.V. Politouchy, A.N. Zapichny et A.I. Politoutchy dans le but de créer un bureau d'études consacré à la conception et aux essais d'hélicoptères légers. À la suite d'une étude de marché, il fut décidé de construire un hélicoptère biplace équipé d'un moteur à piston d'une masse maximale de 650–700 kg.
Le premier hélicoptère expérimental fit son premier vol le 12 octobre 2001. Il servit à de nombreux essais d'usine destinés à améliorer le concept et les processus d'ingénierie. Le second AK1-3 décolla en juillet 2003.
La conception a été réalisée à l'aide des outils informatiques SARP et Auto CAD, NASTRAN, Mechanical Desktop 4, Fluent, Xfoil etc. L'appareil a été conçu conformément aux normes applicables aux véhicules à voilure tournante AP 27.
Grâce aux liens étroits de la société avec l'université aérospatiale N. Y. Joukovski, l'académie nationale d'Ukraine et d'autres organismes scientifiques on a pu y faire effectuer par exemple les tests statiques et dynamiques des pales des rotors principal et arrière.
Afin de garantir la fiabilité des éléments essentiels, une coopération très étroite a eu lieu avec le bureau d'études Progress baptisé A.G. Ivtchenko, l'entreprise d'état PO UMZ baptisée A.M. Makarov réalisant pour sa part les éléments de liaison, de propulsion et de boîtes de transmission.
L'usine fabrique plus de 65 % des éléments de l'appareil (dont les pales composite) et assure son assemblage.
En 2005, Aerokopter a effectué les essais de certification de l'AK 1-3 conformément aux règlements APU-21.
L'Aerokopter AK1-3 est un hélicoptère léger capable d'effectuer des missions en tout genre :
- surveillance de propriétés et d'entreprises ;
- missions de recherche ;
- exploration géologique et photographie aérienne ;
- formation et entraînement au pilotage ;
- épandage ;
- voyage d'affaires ou de loisir ;
- compétition.